# قلعه رئيسي
قلعه رئيسي (بالفارسية: قلعه رئیسی) هي منطقة سكنية تقع في إيران في Charusa District. يقدر عدد سكانها بـ 2,604 نسمة .